# Bernd Gräfrath

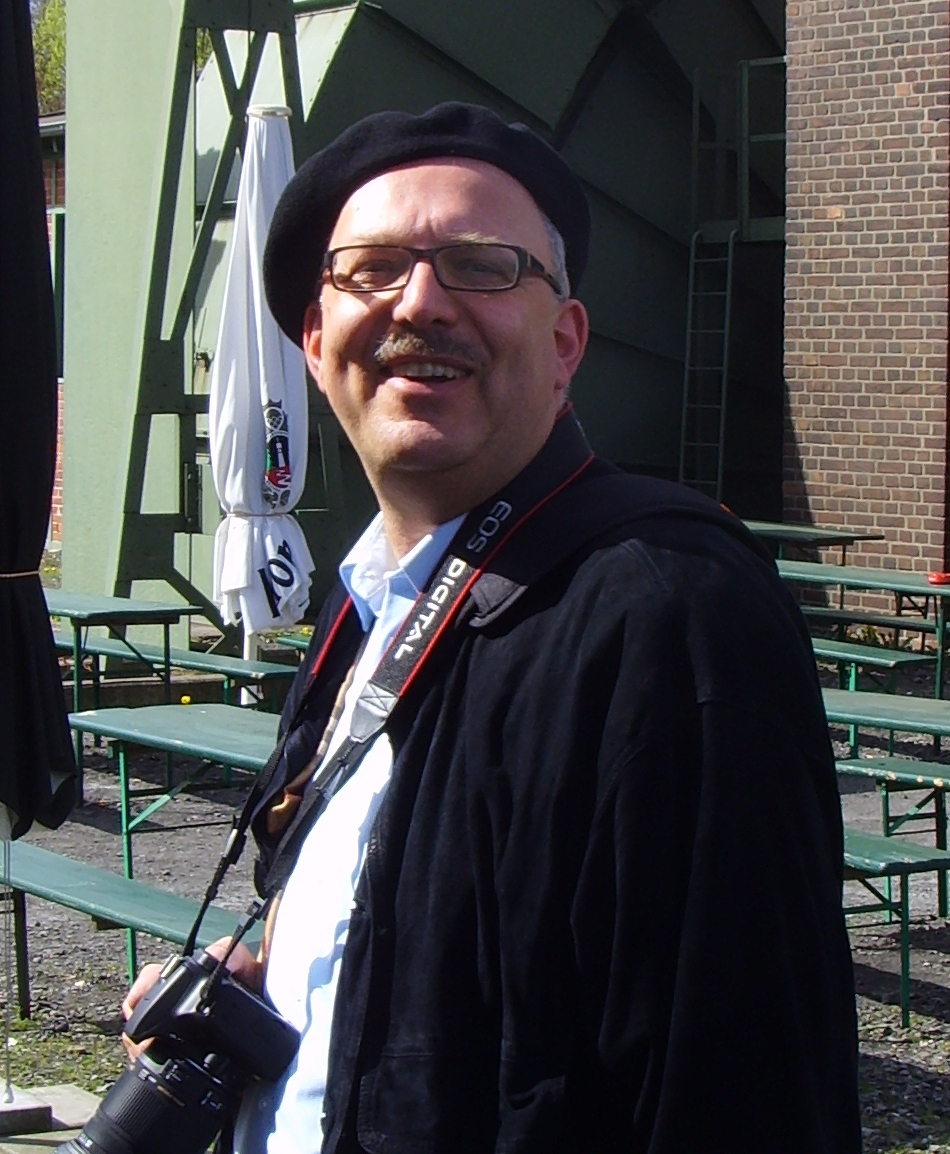
Bernd Gräfrath 2011

Bernd Gräfrath (* 20. Oktober 1958 in Bonn) ist ein deutscher Philosoph und Schachexperte.
Gräfraths wissenschaftlicher Arbeitsschwerpunkt ist Ethik und Philosophie der Technik, wobei er auch über Stanisław Lem geforscht und publiziert hat, der für ihn einer der großen Philosophen des 20. Jahrhunderts ist. Lem seinerseits betont, dass Gräfrath ihm bei der Prägung des Begriffs Zukunftsphilosophie geholfen habe.

## Werdegang
Nach dem Studium von Philosophie und Anglistik an der Universität Münster, der University of Arizona, der Universität Konstanz und der University of Pittsburgh wurde Gräfrath 1989 in Konstanz promoviert. Danach war er leitender wissenschaftlicher Angestellter der interdisziplinären Arbeitsgruppe Einheit der Wissenschaften an der Akademie der Wissenschaften in Berlin. 1996 habilitierte er sich an der Universität Essen, an deren Nachfolgeinstitution Universität Duisburg-Essen er zurzeit (Stand 2020) als außerplanmäßiger Professor am Institut für Philosophie tätig ist.

## Schach
Neben seiner akademischen Arbeit beschäftigt sich Gräfrath auf hohem Niveau mit Schachproblemen und publiziert zudem über Themen aus der Geschichte des Schachs. So hat er mehrere Buchbeiträge über die Philosophie des einzigen deutschen Schachweltmeisters Emanuel Lasker veröffentlicht. In der Weltmeisterschaft der Schachkomposition für Individuen (WCCI) 2007–2009 erreichte Gräfrath in der Abteilung Retros den 7. Platz. Seit Oktober 2010 ist er Internationaler Preisrichter für Schachkomposition. Am 4. Oktober 2014 wurde er in Dresden auf der Jahreshauptversammlung der Problemschachvereinigung Schwalbe zum neuen 1. Vorsitzenden gewählt.
|   | a | b | c | d | e | f | g | h |   |
| 8 |   |   |   |   |   |   |   |   | 8 |
| 7 |   |   |   |   |   |   |   |   | 7 |
| 6 |   |   |   |   |   |   |   |   | 6 |
| 5 |   |   |   |   |   |   |   |   | 5 |
| 4 |   |   |   |   |   |   |   |   | 4 |
| 3 |   |   |   |   |   |   |   |   | 3 |
| 2 |   |   |   |   |   |   |   |   | 2 |
| 1 |   |   |   |   |   |   |   |   | 1 |
|   | a | b | c | d | e | f | g | h |   |

Beweispartie in 12,0 Zügen
Bernd Gräfrath komponierte nebenstehende Retroaufgabe, eine Beweispartie in 12,0 Zügen (Stellung nach dem 12. Zug von Schwarz). Wie verlief die Partie?
Lösung: 1. e3 d5 2. Lc4 d4 3. Ld5 Dxd5 4. Sf3 Dxf3 5. 0–0 Dxd1 6. f3 Dxc1 7. Kf2 Dxb1 8. Ke2 Dxa2 9. Tae1 e6 10. Kd1 Ld6 11. Kc1 Se7 12. Td1 0–0. Optisch sieht es nach einer langen Rochade von Weiß aus, obwohl Weiß tatsächlich kurz rochiert hat.

## Schriften (Auswahl)

### Monographien und Herausgaben
- Moral sense und praktische Vernunft: David Humes Ethik und Rechtsphilosophie. Metzler, Stuttgart 1991, ISBN 3-476-00742-1.
- John Stuart Mill: Über die Freiheit: ein einführender Kommentar. Schöningh, Paderborn, München, Wien, Zürich 1992, ISBN 3-506-99429-8.
- Wie gerecht ist die Frauenquote? Eine praktisch-philosophische Untersuchung. Königshausen und Neumann, Würzburg 1992, ISBN 3-88479-710-7.
- Ketzer, Dilettanten und Genies: Grenzgänger der Philosophie. Junius, Hamburg 1993, ISBN 3-88506-227-5.
- Lems Golem: Parerga und Paralipomena. Suhrkamp, Frankfurt am Main 1996, ISBN 3-518-39027-9.
- Evolutionäre Ethik? Philosophische Programme, Probleme und Perspektiven der Soziobiologie. de Gruyter, Berlin, New York 1997, ISBN 3-11-015392-0.
- Es fällt nicht leicht, ein Gott zu sein: Ethik für Weltschöpfer von Leibniz bis Lem. Beck, München 1998, ISBN 3-406-42065-6.
- (Hrsg.): John Stuart Mill: On Liberty/Über die Freiheit. (englisch, deutsch). mit Anhang und Nachwort. Reclam, Stuttgart 2009, ISBN 978-3-15-018536-0.
- Lichtbilder und Schachkompositionen, Selbstverlag, Mülheim an der Ruhr 2013, ohne ISBN.[8]
- Schachgeschichten mit Lichtbildern, Selbstverlag, Mülheim an der Ruhr 2014, ohne ISBN.[8]

### Buchaufsätze
- Zwischen Sachen und Personen: Über die Entdeckung des Tieres in der Moralphilosophie der Gegenwart. In: Paul Münch, Rainer Walz (Hrsg.): Tiere und Menschen: Geschichte und Aktualität eines prekären Verhältnisses. Schöningh, Paderborn, München, Wien, Zürich 1998, S. 383–405.
- Darwinism: Neither Biologistic nor Metaphysical. In: Vittorio Hösle, Christian Illies (Hrsg.): Darwinism & Philosophy. University of Notre Dame Press, Notre Dame, Indiana 2005, S. 364–379.
- Samuel Butler – der Darwin der Maschinenkultur. In: Samuel Butler: Erewhon oder Jenseits der Berge. Die Andere Bibliothek, Eichborn Verlag, Frankfurt am Main 1994, S. 367–386.